# الحركة المناوئة للإجهاض في الولايات المتحدة

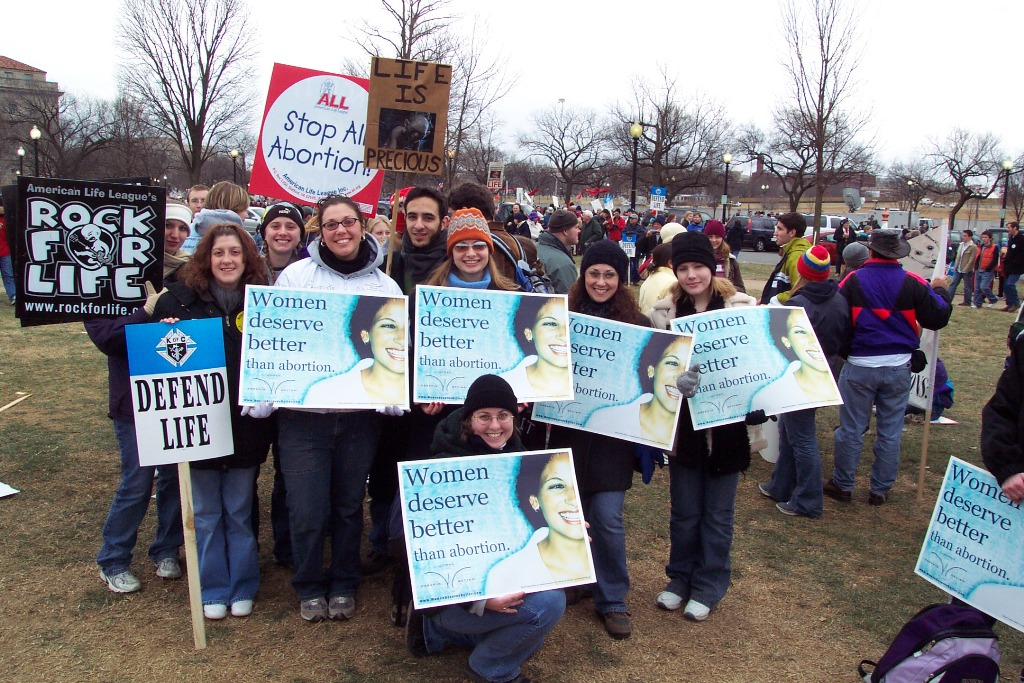

تشمل الحركة المناوئة للإجهاض في الولايات المتحدة (أو الحركة المؤيدة للحياة أو حركة حق الحياة) على عوامل مناهضة للإجهاض المتعَمَّد من نواحي أخلاقية ودينية، وتدعم منع الإجهاض أو فرض قيود قانونية عليه. يجادل المدافعون عن الفكرة عمومًا أن حياة الإنسان تبدأ لحظة التخصيب وأن البويضة المخصبة (المضغة أو الجنين) هي إنسان وبالتالي لديه الحق بأن يعيش. تتضمن الحركة المناوئة للإجهاض مجموعة من المنظمات دون وجود هيئة مركزية مسؤولة عن اتخاذ القرارات. يوجد العديد من الحجج والأسباب المنطقية التي تدعم الموقف المساند لمناهضة الإجهاض. يعترف بعض النشطاء المناهضين للإجهاض بحجج تبرر الإجهاض المبرَّر، من ضمنها الإجهاض العلاجي، وظروف استئنائية مثل سفاح القربى، والاغتصاب، وتشوهات الجنين الشديدة، أو في حال كانت صحة المرأة معرَّضة خطر.
قبل قرارات المحكمة العليا في الولايات المتحدة عام 1973 في قضية روي ضد ويد ودو ضد بولتون، سيطرت وجهات النظر المناهضة للإجهاض، وعُبر عنها في قوانين الولاية التي منعت أو فرضت قيود على الإجهاض بطرق عديدة. (اقرأ الإجهاض في الولايات المتحدة). أصبحت الحركة المناوئة للإجهاض نشطة سياسيًا، وكرست جهودها لعكس الحكم في قضية رو ضد ويد، ما ألغى معظم قوانين الولاية التي تحصر عملية الإجهاض في الأشهر الثلاثة الأولى من الحمل. في الولايات المتحدة، ترتبط الحركة بعدة مجموعات دينية مسيحية، وخصوصًا الكنيسة الكاثوليكية، وتتحالف عادة مع الحزب الجمهوري بشكل غير حصري. تدعم المنظمات العلمانية الحركة أيضًا (على سبيل المثال الحركة العلمانية المؤيدة للحياة)، بالإضافة إلى الحركات النسوية المناهضة للإجهاض. تسعى الحركة إلى إلغاء حكم قضية رو وويد وتشجيع تغيير القوانين أو التعديلات الدستورية، مثل قانون تعديل حياة الإنسان الذي يمنع الإجهاض أو يضيق النطاق عليه.
تقبع حركة حقوق الإجهاض على الجانب الآخر من الجدل القائم حول الإجهاض في الولايات المتحدة (التي تُدعى أيضًأ بالحركة المؤيدة لحق الاختيار) وتؤيد حق الحوامل بإجهاض الجنين أو الاحتفاظ به.

## الجوانب القانونية والسياسية
يتخد برنامج الحزب الجمهوري موقفًا مناهضًا للإجهاض تطور مع الحركة الحديثة المؤيدة للحياة. قبل رو وويد، لم يكن غالبية الجمهوريين ضد الإجهاض، بما فيهم معظم قادة الحزب، ما جعل حقوق الإجهاض لا تتجاوز ما هي عليه في مفهوم الحرية الحكومية والشخصية المحدودة. في المؤتمر الوطني للحزب الجمهوري عام 1976، تبنى الحزب التعديلات المناهضة للإجهاض وجعلها جزءًا من برنامجه، ويعود ذلك إلى أسباب إستراتيجية في المقام الأول.
أملت قيادة الحزب في جذب الكاثوليكيين، وهي جماعة كانت تصوت عادة للديمقراطيين، ولكن يمكن أن تعدل عن رأيها بسبب الليبرالية الثقافية المتنامية التي شكلت جوهر الحركة المناوئة للإجهاض. مع مرور الوقت، أصبحت اللائحة المناهضة للعنف الخاصة بمنصة الجمهوريين نقطة تجمع لائتلاف ديني متنامي في الحزب، ما أدى إلى طرد العديد من الجمهوريين المؤيدين لحق الاختيار، وأدى إلى تغير في صورة الحزب العامة وهويته على المدى الطويل.
على أي حال، يوجد بعض الجمهوريين المؤيدين لحق الاختيار. تدعم منظمة ذا ويش ليست (بالإنجليزية: The Wish List)‏ الجمهورية النساء الجمهوريات المؤيدات لحق الاختيار، مثلما تدعم منظمة إيميليز ليست (بالإنجليزية: Emily’s List) النساء الديمقراطيات المؤيدات لحق الاختيار. منظمة سوزان بي أنتوني ليست (بالإنجليزية: Susan B. Anthony List) مكرسة لزيادة النسبة المئوية للنساء المناهضات للإجهاض في مجلس الشيوخ وفي المناصب العامة العليا، وتسعى إلى الحد من الإجهاض في الولايات المتحدة. منظمة ديمقراطيين مدى الحياة الأميركية هي مجموعة من الديمقراطيين المناهضين للإجهاض من اليسار السياسي، وتُؤيد اللائحة المناهضة للإجهاض في منصة الحزب الديمقراطي ومرشحي الحزب الديمقراطي المناهضين للإجهاض. المرشح السابق لمنصب نائب الرئيس المناهض للإجهاض سارجنت شرايفر، والراحل روبرت كيسي الذي حكم بنسيلفانيا سابقًا لمدة دورتين، النائب السابق بارت ستوباك (دي- ميتش) وهو قائد سابق ممثل للحزبيين المناهضين للإجهاض في مجلس النواب في الولايات المتحدة أحد أشهر الديمقراطيين المناهضين للإجهاض. على أي حال، بعد تصويته لصالح قانون الرعاية الصحية الأمريكي (أوباما كير)، ذكرت مارجوري داننفيلزر من منظمة «سوزان بي أنتوني ليست» أن منظمتها ألغت جائزة خاصة بمناهضة الإجهاض كانت تنوي تقديمها إلى ستوباك، واتهمت منظمات مناهضة للإجهاض ستوباك بخذلان الحركة المناوئة للإجهاض.
ذكرت صحيفة نيويورك تايمز عام 2011 أن الحركة المناوئة للإجهاض في الولايات المتحدة كانت تعاني من خلافات في التنظيم. منذ إقرار حكم رو وويد عام 1973، ركزت الحركة على إضعاف القرار عن طريق فرض قيود إضافية، مثل إقرار قوانين تتطلب موافقة الأهل أو المرأة على رؤية مخطط الأمواج فوق الصوتية، ومنع الإجهاض في مراحل متأخرة وغيرها، بهدف الحد من الإجهاض وتغيير رأي الأشخاص وأحاسيسهم تجاه الموضوع إلى حين وجود أغلبية في المحكمة العليا لإلغاء حكم رو. على أي حال، دعا بعض النشطاء إلى «هجوم جماعي على رو ضد ويد» بحثًا عن قوانين تحدد مرحلة شخصنة الجنين على أنها مرحلة الإخصاب، أو منع الإجهاض بعد سماع نبض الجنين بستة أو ثمانية أسابيع على أمل أن يؤدي الطعن في هذه القوانين أمام المحكمة إلى إسقاط قضية رو ضد ويد. اعتقد أولئك النشطاء أن القاضي في تلك الفترة أنطوني كينيدي الذي كاد أن يسقط قضية رو في قضية تنظيم الأسرة ضد كيسي، كان منفتحًا على إعادة النظر في قضية رو. خشي آخرون أن يؤدي الطعن القانوني إلى تأكيد القرار في قضية رو عام 1973. أخذت جماعات المسيحيين البروتستانت موقعها في المعسكر السابق بينما اتخذت جماعات الكاثوليك صف المعسكر الأخير.

## مزاعم خطر الإجهاض على الصحة
تنشر بعض المنظمات والأفراد المناهضين للإجهاض معلومات طبية خاطئة أو ادعاءات علمية زائفة غير موثوقة عن الأخطار الجسدية والنفسية للإجهاض. تدعي العديد من منظمات حق الحياة أن الإجهاض يُضعف الخصوبة مستقبلًا، أو يسبب سرطان الثدي، وهذا يتعارض مع المنظمات الطبية المهنية. سنت بعض الولايات مثل ألاسكا، وميسيسيبي، وفيرجينيا الغربية، وتكساس، وكنساس قوانين تفرض على الأطباء الذين يجرون عمليات الإجهاض تحذير المرضى من وجود صلة بين الإجهاض وسرطان الثدي، وتحذيرهم من أشياء أخرى غير موثوقة علميًا.
تزعم بعض المجموعات المؤيدة لحق الحياة وجود صلة بين الإجهاض والمشاكل النفسية المستقبلية. فرضت بعض الهيئات التشريعية في الولايات المتحدة ضرورة إخبار المرضى أن الإجهاض يزيد من خطر الإصابة بالاكتئاب والميل للانتحار، رغم حقيقة أن معظم المؤلفات العلمية لا تدعم هذا الادعاء، وأنه تم دحضه من قبل خبراء الصحة العقلية في المنظمات مثل جمعية علم النفس الأميركية.

## العنف
تضمنت حوادث العنف ضد الأطباء ممن يجرون عمليات الإجهاض إحراق وتفجير عيادات الإجهاض، وقتل أو محاولة قتل الأطباء وطاقم العيادات، خصوصًا الأطباء ممن يجرون عمليات الإجهاض. تراجعت أعمال العنف ضد منشآت ومن يجرون عمليات الإجهاض في شمال أميركا بشكل كبير عقب ذروتها في تسعينيات القرن العشرين، التي تضمنت مقتل الأطباء ديفيد غان، وجون بريتون، وبارنيت سليبيان، ومحاولة قتل الطبيب جورج تيلر. قُتل تيلر في كنيسته عام 2009.
عام 1995، صرح كل زعماء الحركة المناوئة للإجهاض تقريبًا أنهم يدينون استخدام العنف في الحركة، ووصفوه بكونه انحرافًا وأنه ما من أحد في منظمتهم مشارك في أعمال العنف. يدعم عنصر صغير متطرف في الحركة في الولايات المتحدة العنف المرتبط بمناهضة الإجهاض ويبرره ويجمع المال من أجله، بما فيه قتل العاملين في الإجهاض، ويُطلق هذا العامل المهمَّش على هذا العنف اسم «القتل المبرر».